# Grand Prix Pino Cerami 1985
Il Grand Prix Pino Cerami 1985, ventiduesima edizione della corsa, si svolse il 2 aprile su un percorso con partenza e arrivo a Wasmuel. Fu vinto dal belga Paul Haghedooren della Lotto-Eddy Merckx davanti al francese Marc Madiot e al belga Ronny Van Holen.

## Ordine d'arrivo (Top 10)
| Pos. | Corridore            | Squadra                        | Tempo    |
| ---- | -------------------- | ------------------------------ | -------- |
| 1    | Paul Haghedooren     | Lotto-Eddy Merckx              | 5h45'45" |
| 2    | Marc Madiot          | Renault-Elf                    | a 2'44"  |
| 3    | Ronny Van Holen      | Safir-Van De Ven               | a 3'00"  |
| 4    | William Tackaert     | Fangio-Ecoturbo-Eylenbosch     | s.t.     |
| 5    | Willem Van Den Eynde | Lotto-Eddy Merckx              | s.t.     |
| 6    | Yves Godimus         | Lotto-Eddy Merckx              | s.t.     |
| 7    | Patrick Verschueren  | Safir-Van De Ven               | a 4'05"  |
| 8    | Luc Wallays          | Tonissteiner-TW Rock-Basf-Humo | s.t.     |
| 9    | Sergio Santimaria    | Del Tongo-Colnago              | s.t.     |
| 10   | Luc Desmet           | TeVe Blad-Perlav               | s.t.     |